# 6839 Ozenuma
6839 Ozenuma eller 1995 WB2 är en asteroid i huvudbältet som upptäcktes den 18 november 1995 av den japanska astronomen Takao Kobayashi vid Ōizumi-observatoriet. Den är uppkallad efter träsket Ozegahara i japan.
Den tillhör asteroidgruppen Koronis.